# Charisma (cheval)
Pour les articles homonymes, voir Charisma.
Charisma (né le 30 octobre 1972, mort le 7 janvier 2003 à Cambridge) est un petit cheval hongre néo-zélandais bai-brun, double champion du monde de concours complet d'équitation en 1984 et 1988, avec Mark Todd.

## Histoire
Charisma naît le 30 octobre 1972 dans la région de Wairarapa. En 1975, Mark Todd, alors travailleur fermier auprès de vaches laitières, le remarque dans un pré et le pense trop petit pour concourir. À la recherche d'un nouveau cheval après la vente de sa monture Southern Comfort en 1982, il retient Charisma sur les conseils d'un responsable de la Horse Trial Society. Le hongre est alors monté par une jeune cavalière. Il a des qualités pour l'épreuve du dressage, mais Todd l'essaie en concours complet. Ce cheval est désormais la propriété de Mark et Judy Hall.
Charisma termine second du concours de Badminton pour sa première participation
. Il s'impose dans cinq épreuves dès sa 1re saison de concours complet d'équitation. Charisma décroche l'or olympique à Los Angeles, en 1984. En 1987, il termine second du CCI de Burghley, ce qui motive Mark Todd de tenter avec lui un doublé olympique à Séoul, malgré son âge avancé de 16 ans en 1988. Il ménage Charisma de manière qu'il arrive en pleine forme à Séoul, ce qui lui permet de remporter une deuxième médaille d'or olympique individuelle, ainsi que la médaille de bronze par équipe.
Charisma est officiellement mis à la retraite après cette victoire, à l'âge de 16 ans. Le cavalier et sa monture sont accueillis en héros à leur retour en Nouvelle-Zélande,. Charisma est mis à la retraite sur la propriété de Mark Todd à Cambridge, en Nouvelle-Zélande. Il y meurt le 7 janvier 2003, à l'âge de 30 ans

## Palmarès
Considéré par Cheval Magazine comme l'un des meilleurs chevaux de concours complet de tous les temps, son palmarès est marqué par un doublé historique aux Jeux olympiques :
- 1984 : Champion olympique de concours complet aux Jeux olympiques de Los Angeles ;
- 1988 : Champion olympique de concours complet aux Jeux olympiques de Séoul.

## Description
Il est surnommé « Podge » en raison de son attrait pour la nourriture.
Il mesure 1,57 m au garrot. Ses admirateurs le décrivent comme un « gros poney chevelu ».
Le magazine L’Éperon le qualifie de « petite bombe noire », généreux et courageux. Il se montre en effet particulièrement vaillant malgré sa petite taille.
Il est réputé être proche de l'être humain.

## Origines
Son père, Tira Mink, est un étalon aux trois-quarts Pur-sang, comptant un ascendant Percheron, par le Pur-sang Faux Tirage, lui-même par Big Game. Sa mère est une jument de saut d'obstacles et de polo du nom de Planet.

## Hommages
Charisma est l'un des chevaux qui ont le plus marqué l'histoire du concours complet. Il est considéré comme un héros national en Nouvelle-Zélande. Durant sa retraite, il fait plusieurs apparitions dans des événements locaux néo-zélandais : sa popularité dans ce pays égale celle de Michael Jordan et de Tiger Woods aux États-Unis. Le jour de sa mort, un quotidien néo-zélandais titre World's Greatest Horse Dies. Avant sa médaille d'or de 1984, la Nouvelle-Zélande était une nation totalement inconnue en équitation au niveau olympique.